# Mechern
Mechern ist ein Ortsteil der Stadt Merzig im Landkreis Merzig-Wadern (Saarland) mit ca. 720 Einwohnern.

## Geschichte
Die heutige Kirche steht über den Fundamenten einer bedeutenden gallo-römischen Villa, von der sich Mosaike und Wandmalereien erhalten haben. Die Funde wurden 1970 an einer bereits zuvor als antik charakterisierten Mauer gemacht und werden heute in den Museen in Trier und Saarbrücken aufbewahrt. Von den römischen Ruinen ist auch der Ortsname abzuleiten – maceria = Mauer (vgl.: Grevenmacher, Auersmacher usw.).
Im Jahr 1220 wurde Mechern als Macheren im Güterverzeichnis der Trierer Abtei St. Maximin erstmals urkundlich erwähnt.
1430 wurden der Herren von Esch durch die Grafen von Saarbrücken mit Fremersdorf und Mechern belehnt.
Die Saarbrücker Grafen überließen im Jahr 1581 den Ort dem Herzogtum Lothringen. Mechern fiel damit 1661 an Frankreich, wo es bis zum Wiener Kongress verblieb.
Von 1911 bis 1917 wurde die Bahnstrecke Merzig–Bettelainville mit der Talbrücke bei Mechern gebaut.
Das am 1. Februar 1971 durch das saarländische Innenministerium verliehene Wappen greift u. a. auf die spätantiken Funde hin. Blasonierung: Unter silbernem Schildhaupt, darin ein wachsendes schwarzes Kleeblattkreuz, in Blau ein silberner Hahn mit rotem Kamm und rotem Kinnlappen, der ein goldenes Horn bläst.
Am 1. Januar 1974 wurde Mechern im Zuge der Gebietsreform in die Kreisstadt Merzig eingegliedert.

## Vereine
Mechern bietet eine Vielzahl an Vereinen, wie z. B. den Angelsportverein, DRK-Ortsverein, Kirchenchor, die Dorfgemeinschaft Mechern e. V., Freiwillige Feuerwehr und das Jugendtreff.

## Bilder

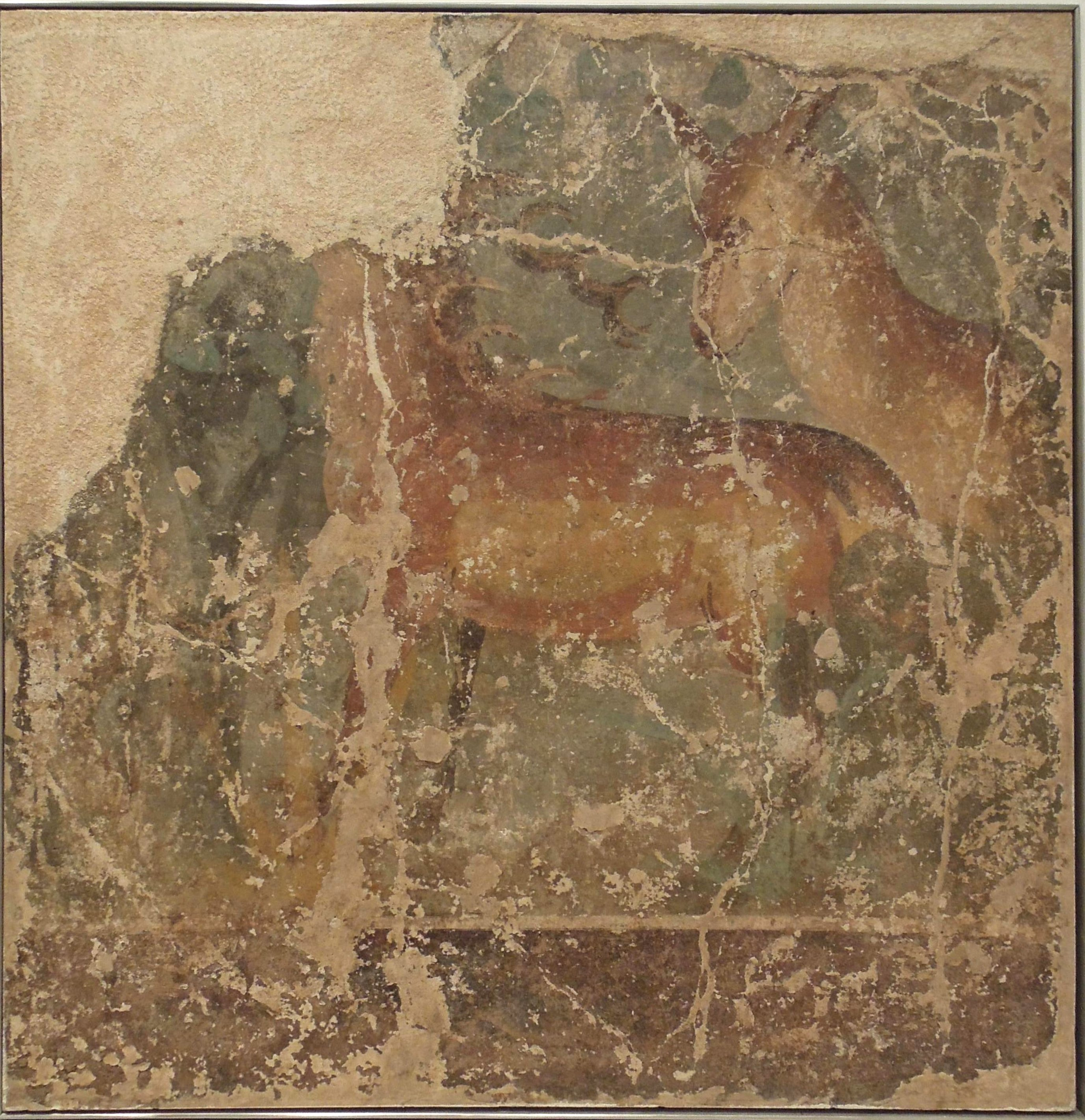
Fresko aus der römischen Villa im Saarlandmuseum
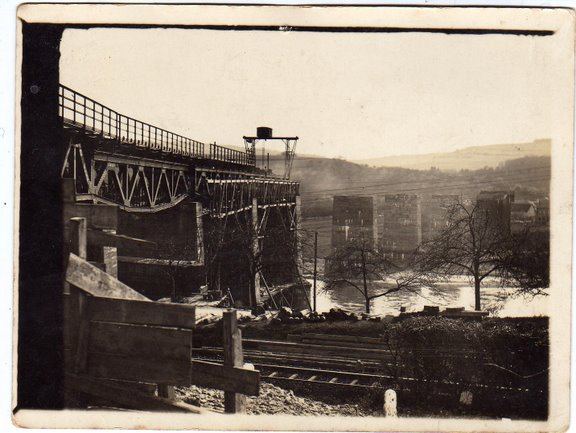
Bau der Eisenbahnbrücke ca. 1911
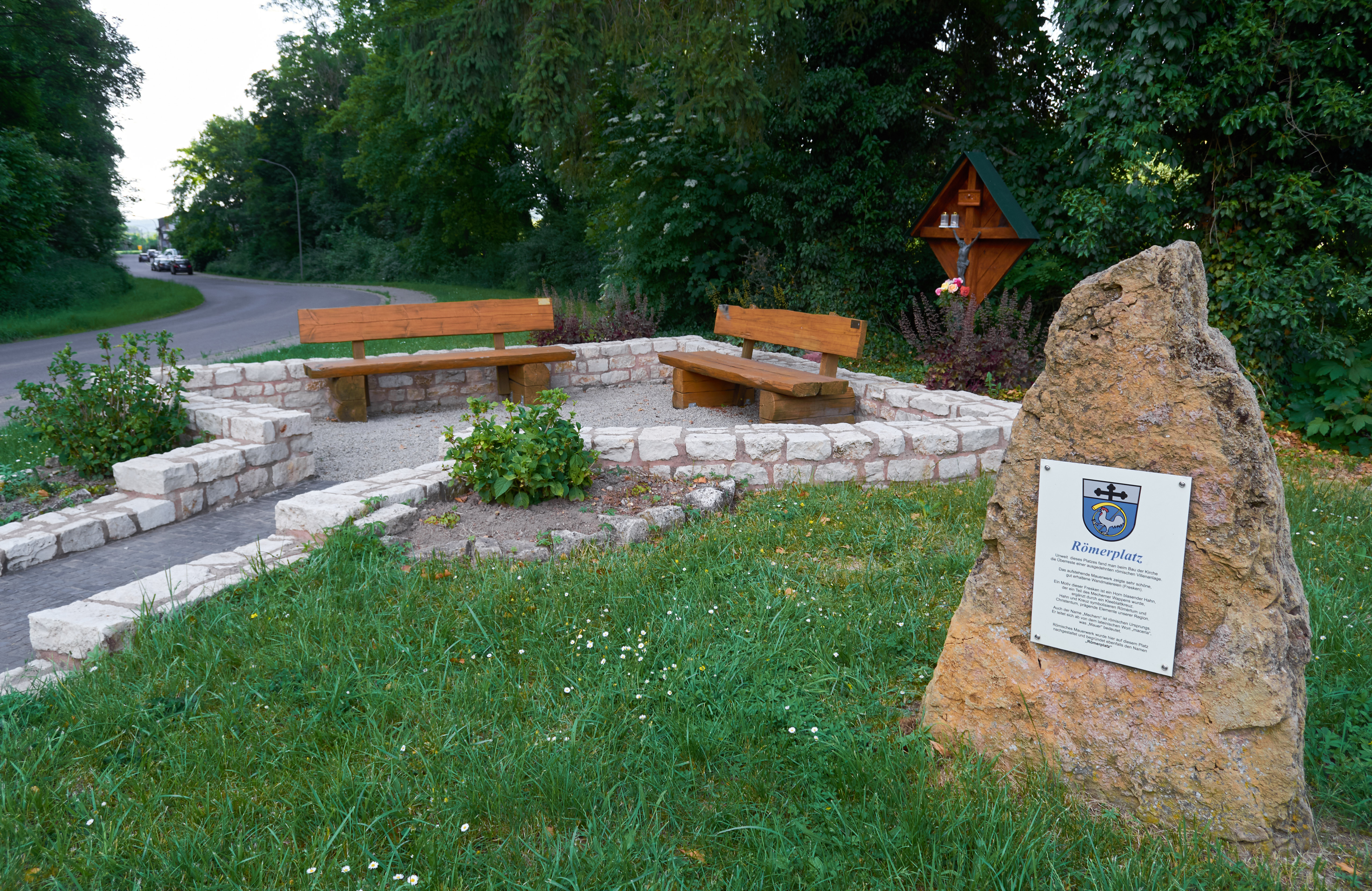
Römerplatz
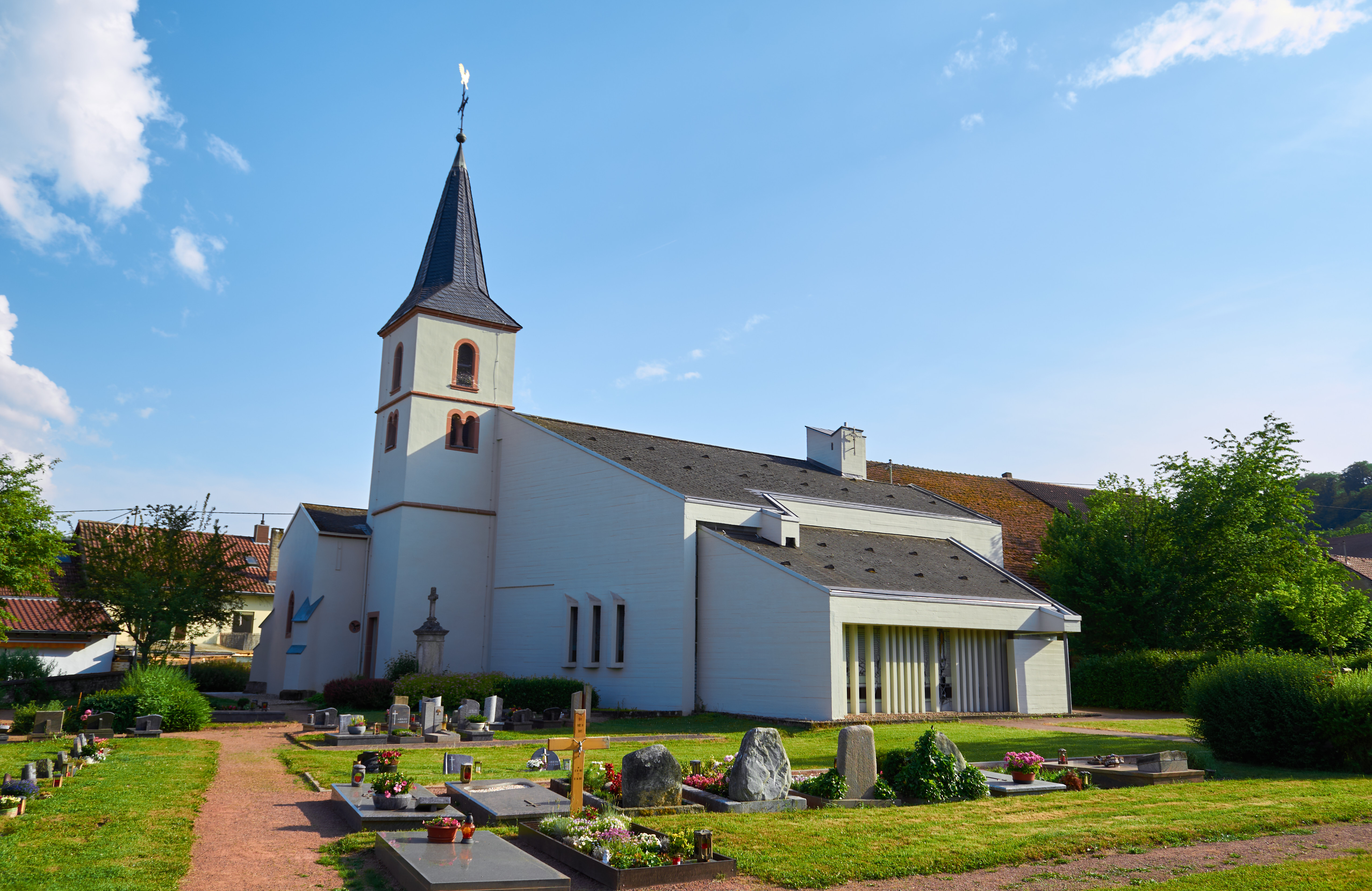
Kirche – St. Quiriakus
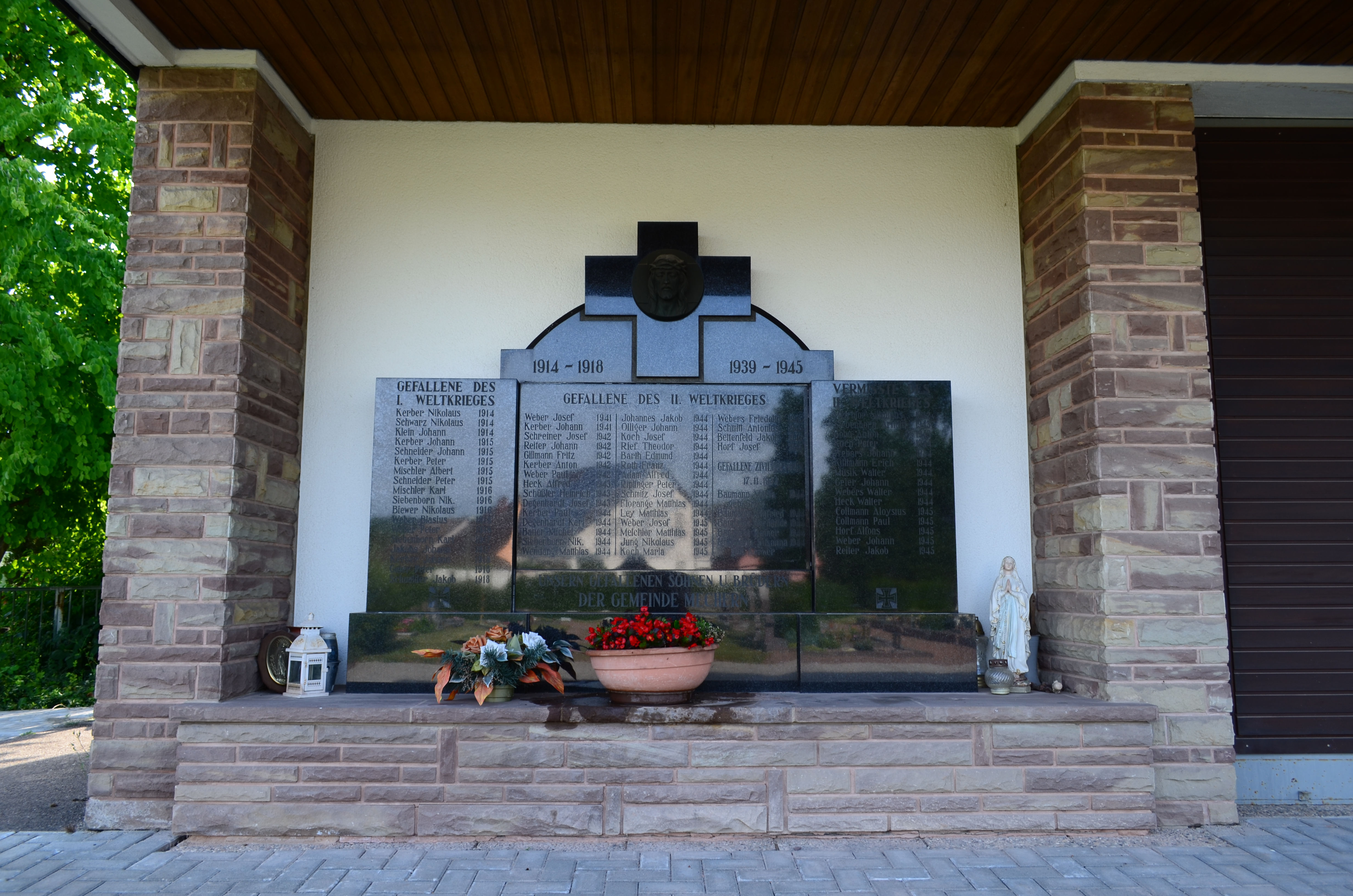
Gedenktafel der Kriegsopfer des Dorfes
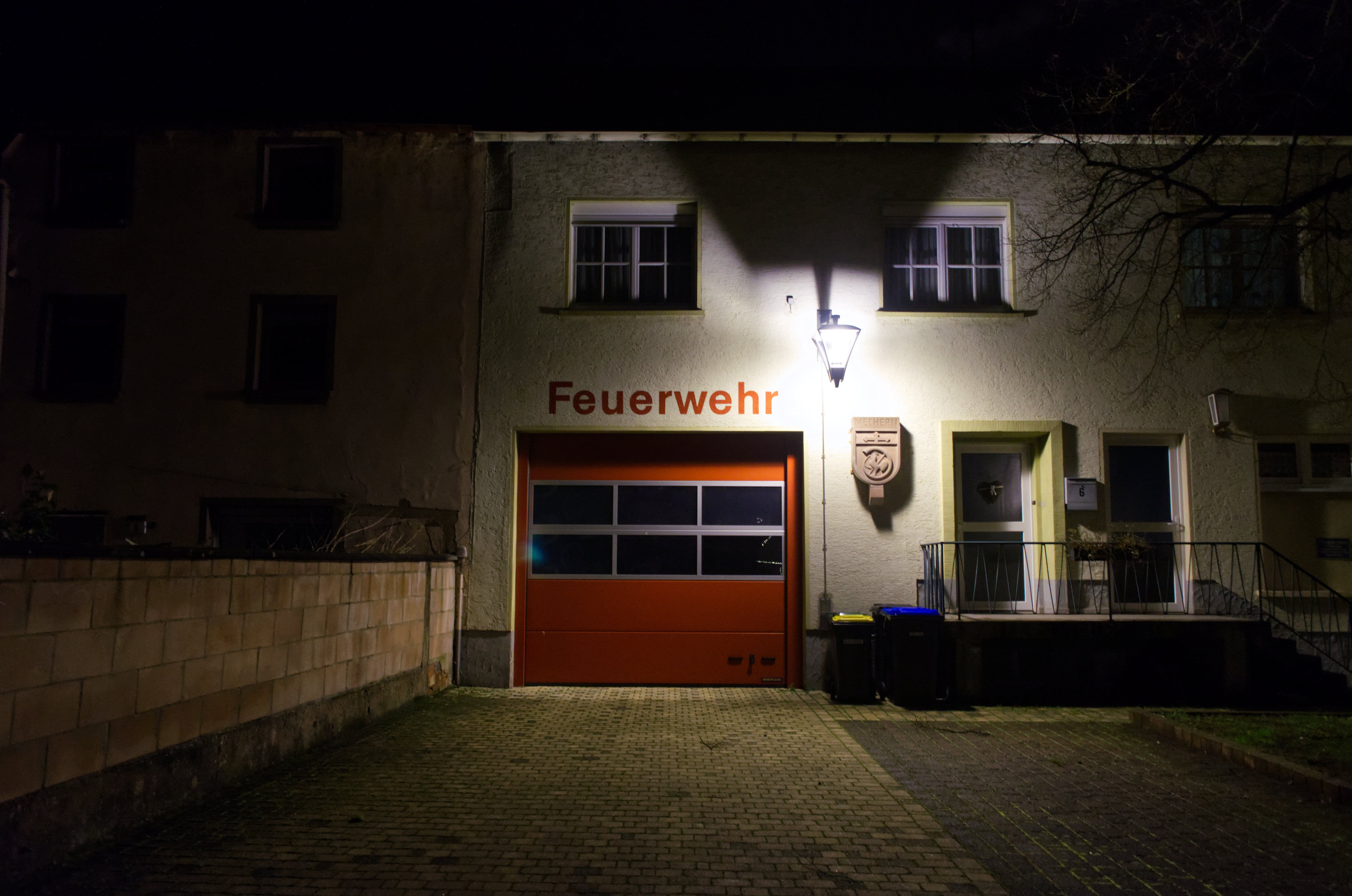
Freiwillige Feuerwehr